# Herrarnas höga hopp i simhopp vid olympiska sommarspelen 2008
Herrarnas höga hopp i de olympiska simhoppstävlingarna vid de olympiska sommarspelen 2008 hölls den 18-19 augusti i Beijing National Aquatics Center. 

## Medaljörer
| Event              | Guld                       | Silver          | Brons                  |
| 10 meter höga hopp | Matthew Mitcham Australien | Zhou Lüxin Kina | Gleb Galperin Ryssland |

## Resultat
| Placering | Land                | Simhoppare     | Kval   | Kval      | Semifinal        | Semifinal        | Final            |
| Placering | Land                | Simhoppare     | Poäng  | Placering | Poäng            | Placering        | Poäng            |
| --------- | ------------------- | -------------- | ------ | --------- | ---------------- | ---------------- | ---------------- |
| 1         | Matthew Mitcham     | Australien     | 509,60 | 2         | 532,20           | 2                | 537,95           |
| 2         | Zhou Lüxin          | Kina           | 539,80 | 1         | 526,20           | 3                | 533,15           |
| 3         | Gleb Galperin       | Ryssland       | 499,95 | 3         | 508,95           | 4                | 525,80           |
| 4         | Liang Huo           | Kina           | 472,95 | 8         | 549,95           | 1                | 508,40           |
| 5         | José Guerra         | Kuba           | 443,20 | 11        | 438,80           | 11               | 507,15           |
| 6         | Mathew Helm         | Australien     | 484,40 | 5         | 485,20           | 6                | 467,70           |
| 7         | Tom Daley           | Storbritannien | 440,40 | 12        | 458,60           | 8                | 463,55           |
| 8         | Rommel Pacheco      | Mexiko         | 465,45 | 9         | 453,80           | 9                | 460,20           |
| 9         | Patrick Hausding    | Tyskland       | 423,40 | 17        | 453,30           | 10               | 448,30           |
| 10        | David Boudia        | USA            | 481,70 | 6         | 491,55           | 5                | 441,45           |
| 11        | Juan Uran           | Colombia       | 418,00 | 18        | 436,10           | 12               | 414,80           |
| 12        | Thomas Finchum      | USA            | 477,00 | 7         | 474,95           | 7                | 412,65           |
| 13        | Peter Waterfield    | Storbritannien | 497,65 | 4         | 430,95           | 13               | Gick inte vidare |
| 14        | Vadim Kaptur        | Belarus        | 432,90 | 13        | 420,55           | 14               | Gick inte vidare |
| 15        | Jeinkler Aguirre    | Kuba           | 423,75 | 16        | 414,20           | 15               | Gick inte vidare |
| 16        | Riley McCormick     | Kanada         | 425,95 | 14        | 391,35           | 16               | Gick inte vidare |
| 17        | Reuben Ross         | Kanada         | 425,60 | 15        | 390,75           | 17               | Gick inte vidare |
| 18        | Sascha Klein        | Tyskland       | 453,80 | 10        | 382,85           | 18               | Gick inte vidare |
| 19        | Hugo Parisi         | Brasilien      | 412,95 | 19        | Gick inte vidare | Gick inte vidare | Gick inte vidare |
| 20        | Kostyantyn Miljajev | Ukraina        | 410,05 | 20        | Gick inte vidare | Gick inte vidare | Gick inte vidare |
| 21        | Aliaksandr Varlamau | Belarus        | 406,60 | 21        | Gick inte vidare | Gick inte vidare | Gick inte vidare |
| 22        | Germán Sánchez      | Mexiko         | 399,35 | 22        | Gick inte vidare | Gick inte vidare | Gick inte vidare |
| 23        | Constantin Popovici | Rumänien       | 392,30 | 23        | Gick inte vidare | Gick inte vidare | Gick inte vidare |
| 24        | Cassius Duran       | Brasilien      | 389,65 | 24        | Gick inte vidare | Gick inte vidare | Gick inte vidare |
| 25        | Francesco Dell'Uomo | Italien        | 388,80 | 25        | Gick inte vidare | Gick inte vidare | Gick inte vidare |
| 26        | Bryan Nickson Lomas | Malaysia       | 384,35 | 26        | Gick inte vidare | Gick inte vidare | Gick inte vidare |
| 27        | Oleg Vikulov        | Ryssland       | 375,40 | 27        | Gick inte vidare | Gick inte vidare | Gick inte vidare |
| 28        | Rexel Ryan Fabriga  | Filippinerna   | 358,85 | 28        | Gick inte vidare | Gick inte vidare | Gick inte vidare |
| 29        | Anton Zakharov      | Ukraina        | 344,95 | 29        | Gick inte vidare | Gick inte vidare | Gick inte vidare |
| 30        | Chon Man Kim        | Nordkorea      | 328,85 | 30        | Gick inte vidare | Gick inte vidare | Gick inte vidare |